# جون كولينز (مجدف)
جون كولينز (بالإنجليزية: John Collins)‏ هو مجدف بريطاني، ولد في 24 يناير 1989 في تويكنهام في المملكة المتحدة.

## وصلات خارجية
- جون كولينز على موقع الاتحاد الدولي للتجديف (الإنجليزية)
- جون كولينز على موقع اللجنة الأولمبية الدولية (الإنجليزية)
- جون كولينز على موقع أوليمبيديا (الإنجليزية)
- جون كولينز على موقع اللجنة الأولمبية البريطانية (الإنجليزية)